# Familia Espata
La familia Espata (en albanés: Shpata, en griego: Σπάτα, Σπάτας) fue una familia noble albanesa activa en los siglos xiv, xv y xvi, inicialmente como vasallos venecianos y más tarde de los otomanos. Los progenitores de la familia fueron los hermanos Juan Espata y Esguro Espata.
El nombre «Espata» se deriva de la palabra latina spatha, que a su vez deriva de la palabra griega σπάθη (spáthē), que significa «cualquier hoja ancha, de madera o metal», pero también «hoja ancha de una espada».. La palabra se encuentra en albanés como shpatë que significa «espada».
En la primera mitad del siglo xiv, mercenarios, los invasores y los migrantes conocidos en griego como Άλβανοί (Albanoi o «albaneses») inundaron Grecia (en concreto atacaron Tesalia en 1325 y 1334). En 1358, los albaneses invadieron las regiones de Epiro, Acarnania y Etolia y establecieron dos principados bajo sus jefes, Juan Espata y Pedro Losha. Naupacto (Lepanto) fue tomado más tarde en 1378. La familia Espata colaboraba con frecuencia con los otomanos y los veía como sus protectores.
Aunque el historiador alemán Karl Hopf proporcionó una genealogía de la familia Espata, la erudición moderna la considera «totalmente inexacta».
- Juan Espata, reconocido como gobernante en Epiro y Etolia por Simeón Uroš en 1359 y 1360.[8]
  - Irene Espata, quien se casó con Esaú Buondelmonti, déspota de Ioánina, en 1396.[7]
  - Una hija sin nombre que se casó con Juan Zenevisi.
  - Miembro desconocido
    - Mauricio Espata (fl. 1399-1414)
    - Yaqub Espata (fl. 1414-1416)
- Esguro Espata (fl. 1399-1403)
  - Pablo Espata, vasallo otomano

La familia Espata no era pariente (parientes consanguíneos) de la posterior familia Bua.